# Puerto Moral

Huy hiệu Puerto Moral

Cờ Puerto Moral

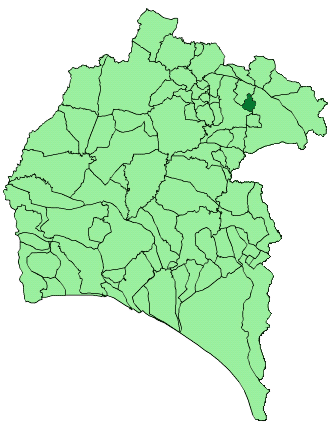
Bản đồ Puerto Moral

Puerto Moral là một đô thị ở tỉnh Huelva, Andalucía, Tây Ban Nha. Dân số năm 2007 của đô thị này là 287 người. Puerto Moral có diện tích 20 km² và mật độ dân số là 13,1 người/km². Đô thị này nằm ở tọa độ địa lý 37º 53' độ vĩ bắc, 6º 28' độ kinh đông. Puerto Moral nằm ở độ cao 518 mét và cách thành phố tỉnh lỵ Huelva 119 km.

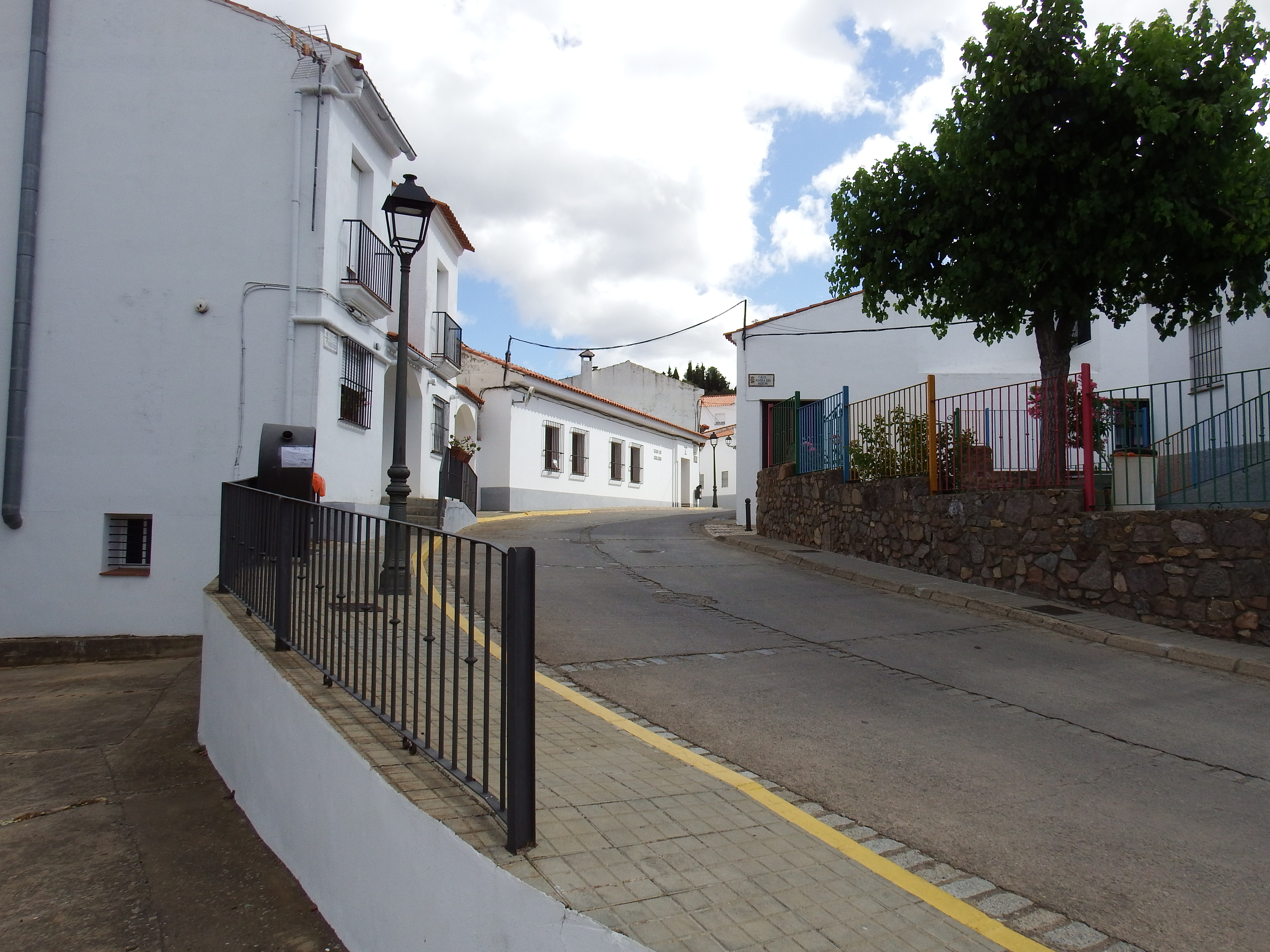

## Dân số
| 1996 | 1997 | 1998 | 1999 | 2000 | 2001 | 2002 |
| ---- | ---- | ---- | ---- | ---- | ---- | ---- |
| 242  | 242  | 251  | 250  | 254  | 250  | 259  |

Nguồn: INE (Tây Ban Nha)

## Công trình nổi bật
- Iglesia de San Pedro y San Pablo